# 広島電鉄200形電車 (2代)

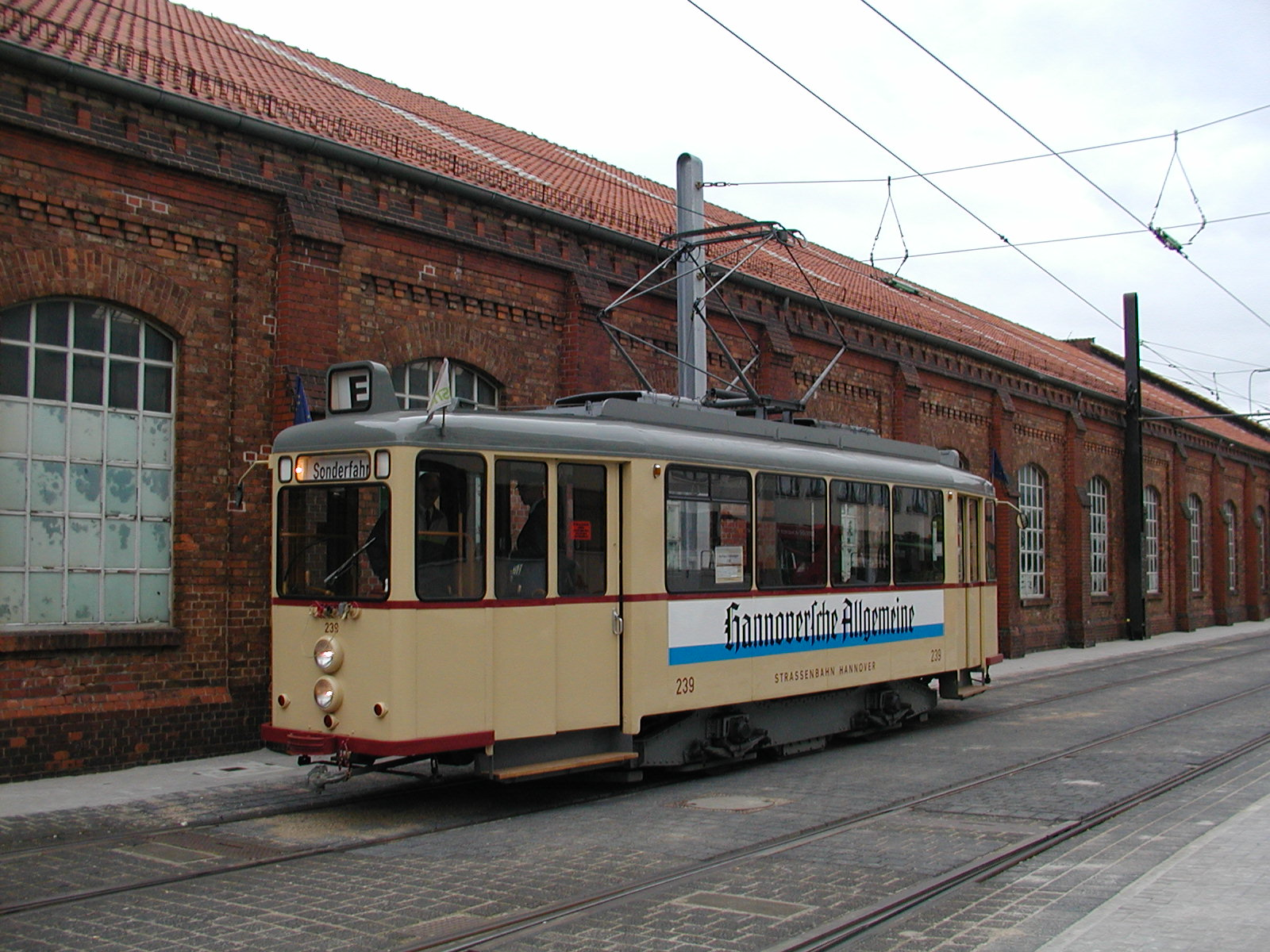
ハノーバーで動態保存される同型車239号

広島電鉄200形電車（ひろしまでんてつ200かたでんしゃ）は、広島電鉄が保有する路面電車車両。半鋼製の2軸単車で、1950年西ドイツ・デュワグ（DUEWAG）製。1928年製で第2次大戦で被害を受けた車輛の部品を利用して車体を新造したもので、1988年に姉妹都市の西ドイツ・ハノーバー市より寄贈された。導入の経緯から、「ハノーバー電車」と呼ばれる。

## 概要
車体は全長11mあまりと、日本製の4輪車に比べて長い。
窓配置はF1-1D4D4、客用の窓は固定式の大きなもので、ドアは2枚引戸である。
出入口附近と客室の間には仕切りがある。
車内は、固定式のクロスシートで、木製である。
この形の車両は、ドイツではaufbauwagen（復興車）と呼ばれる。つまり、戦災復旧車の標準車体を持つ車両のことである。これは、第2次世界大戦時に開発され、ドイツ及びその支配下にあったオーストリア、ポーランド等に向けて大量生産されたKSW型（kriegsstrassenbahnwagen：戦時型路面電車）を基本に改良したものである。なお同型車はドイツ各地で事業用車として残存、もしくは動態保存されている。
電装品はAEG製で、屋上には中央にパンタグラフを備えるほか、ドイツの車両らしく抵抗器を積んでいる。
台車は無骨な板台枠式である。主電動機の出力は46kW×2であり、たとえば同じ2軸単車で自重もほぼ同等の150形が26kW×2であるのに比べ、かなりの高出力であるといえる。これは元来、一般的にドイツの路面電車は表定速度が日本よりも高いうえ、いわゆるデュワグカーまでの旧型車の場合、付随車を常時1両から2両程度牽引して運行することを前提にしていることによる。実際、本車の場合も、広島到着時には連結器を装備していたほか、運転台には現在も付随車1両ないし2両牽引に対応するためのブレーキ切替レバーが残存している。
また、制御方式は直接制御だが、制御器は1台を床下に水平に装備しており、両運転台から延びたシャフトによって操作する。
このように、アメリカの電車を基本に進化してきた日本の電車とはかなり異なる、ドイツの電車の系譜を随所に読み取ることができる。

## 車歴

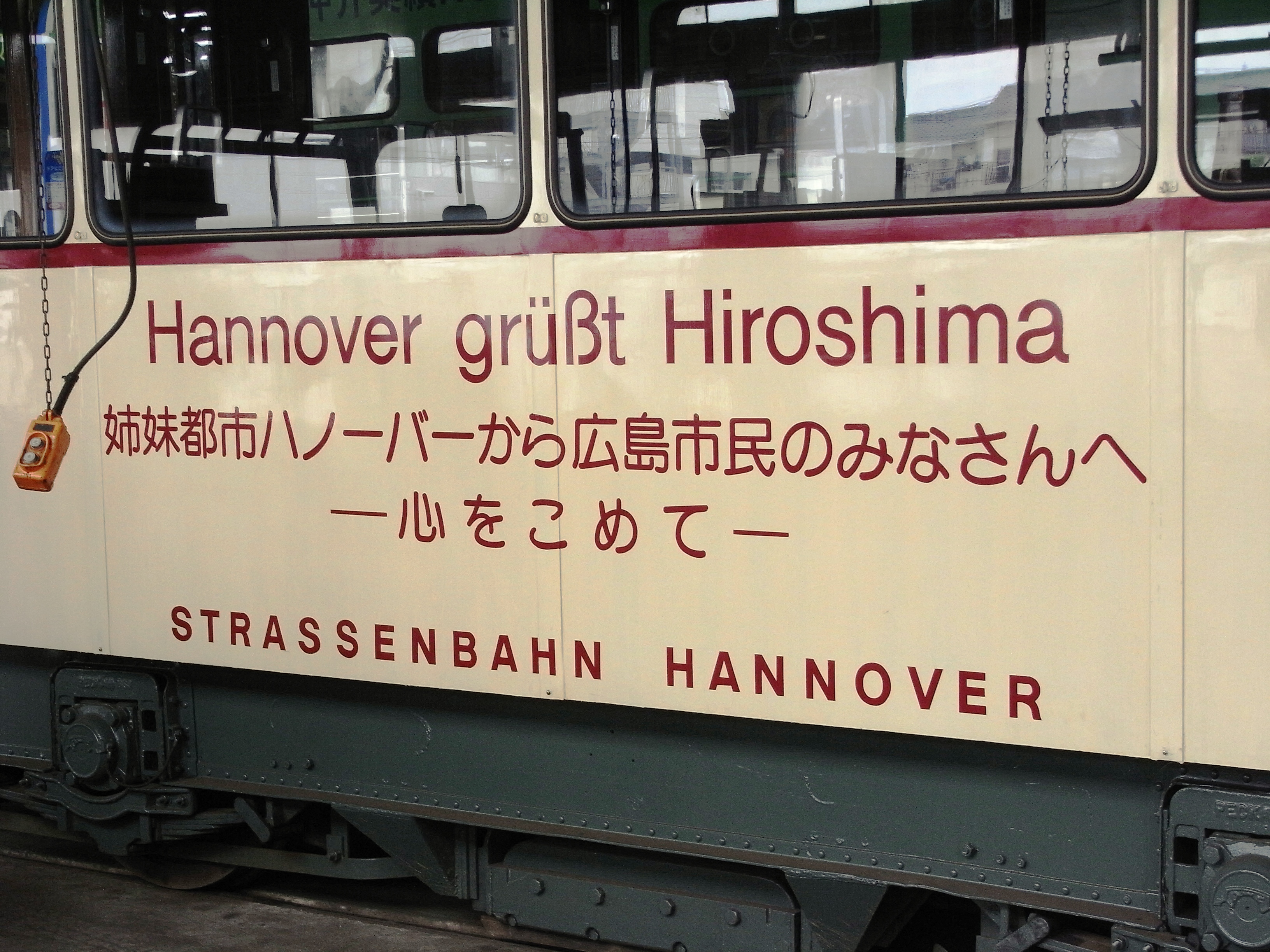
礼文

1950年に製造後、1976年までハノーバー市電（ハノーバー都市交通事業 üstra Hannoversche Verkehrsbetriebe）において使用された。
その後、ハノーバー市にあったドイツ路面電車博物館（DSM：Deutschen Straßenbahnmuseum）で保存されていた。
1988年に、広島市はハノーバー市に姉妹都市提携5周年記念として茶室を寄贈した。その返礼として、ハノーバー都市交通事業に戻っていた当車が広島市に寄贈され、広島電鉄に入線した。
広電入線時に大きな改造は受けていない。木製ベンチシートの難燃化や、ワンマン運転設備の新設、連結器の撤去と排障器、エアブレーキの新設等が行われた程度である。また、ハノーバーから広島市に向けての礼文が側面に書かれている。
なお、ハノーバーに所属していた同型車は、236がハノーバー路面電車博物館（ドイツ路面電車博物館を引き継いだもの）に、239がハノーバー市電で、それぞれ動態保存されている。
101・156・653などと共に、事実上の動態保存車グループの一角をなす車両といえる。

## 運用
毎年12月には電飾を施したクリスマス電車（12月24日には電停におけるプレゼント配布あり）として使用される。普段は江波車庫に留置されている。
2017年までは毎年11月から3月の日曜日・祝日に横川線（横川駅 - 江波）で営業運行されていて、譲渡から2000年代前半までは白島線で同様の運用が行われていた。

## 各車状況
- 238：江波車庫所属